# Eduardo Brenta
Pour les articles homonymes, voir Brenta.
Eduardo Brenta (né le 8 février 1959 à Montevideo) est un homme politique uruguayen. Il est ministre du Travail du gouvernement Mujica de 2010 à 2013. 
Membre fondateur de l'Axe artiguiste, composante centriste du Front large, il fait partie de sa direction nationale.

## Biographie
Emprisonné sous la dictature entre 1973 et 1977, il fut contraint d'abandonner ses études en droit. En 1989, il participa à la fondation de l'Axe artiguiste. Élu à l'Assemblée départementale de Montevideo en 2000, il présida la Commission de Transports et fut vice-président de la Commission de Relations publiques et de Coopération. Entre juillet 2003 et juillet 2004, il présida l'Assemblée départementale.
Elu député en 2004 dans la circonscription de Montevideo, il intégra à l'Assemblée la Commission du Logement (Comisión de Hacienda) et présida celle-ci en 2007. Brenta fut par ailleurs délégué dans les commissions de Transport et de l'Industrie et dans la Commission spéciale des Affaires municipales. Il a été nommé ministre du Travail par le président José Mujica.

## Source originale
- (es) Cet article est partiellement ou en totalité issu de l’article de Wikipédia en espagnol intitulé « Eduardo Brenta » (voir la liste des auteurs).